# Tigné Point

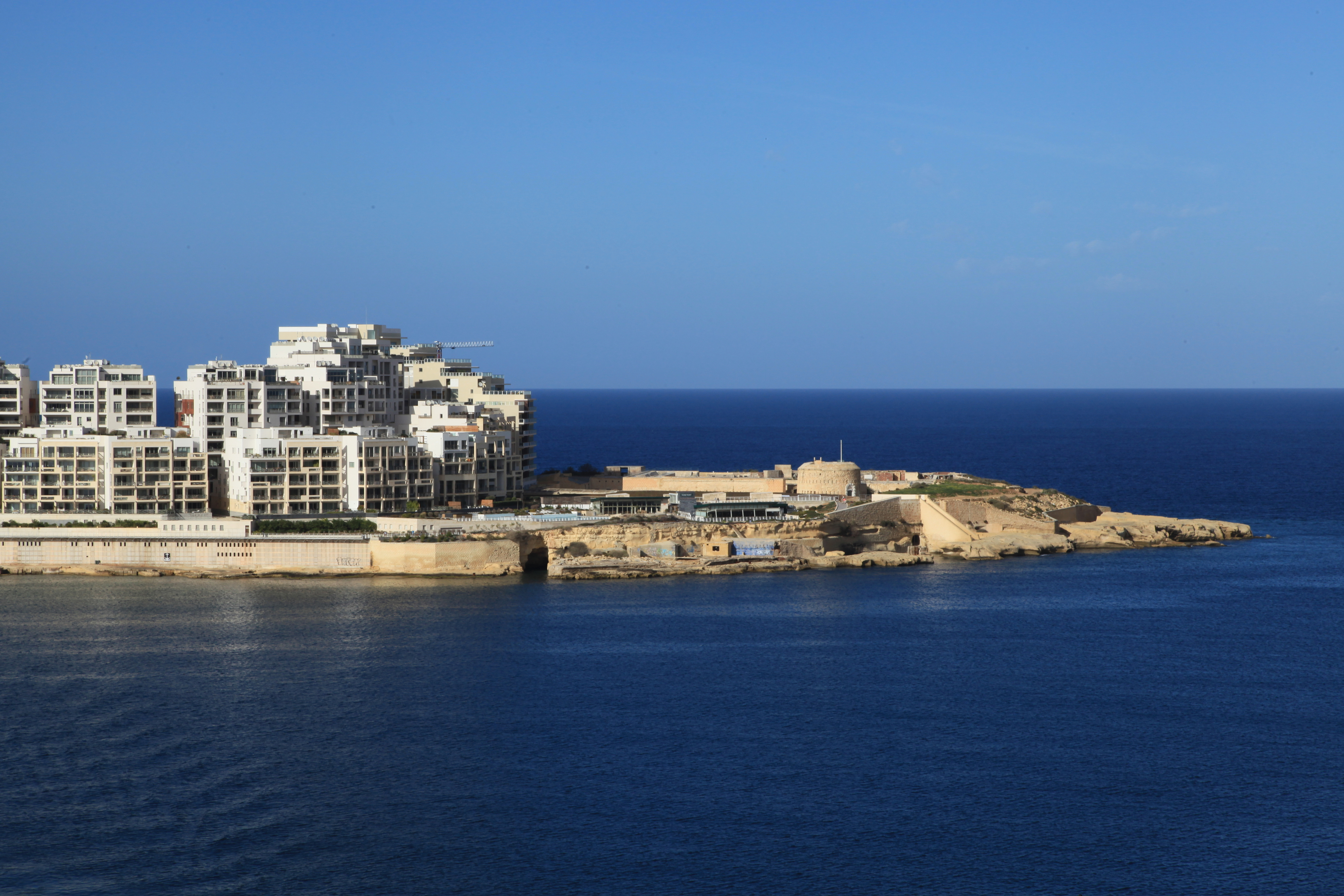
Widok na Tigné Point z Valletty.

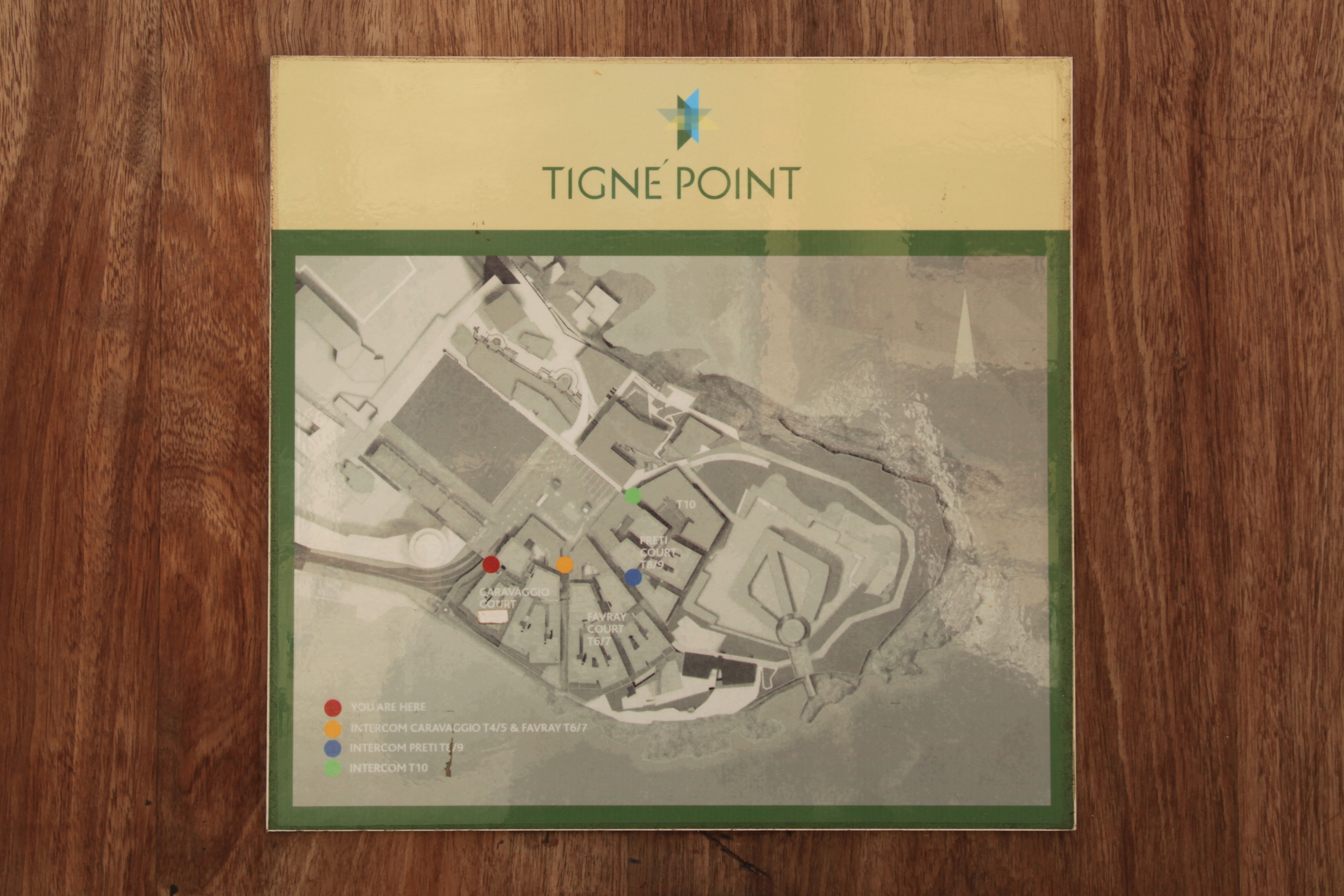
Mapa Tigné Point

Tigné Point – półwysep w Sliemie na Malcie. Teren był pierwotnie zajmowany przez fortyfikacje i brytyjski kompleks koszarowy, które przez wiele lat pozostawały porzucone, dopóki teren nie został przebudowany na początku XXI wieku. Na terenie tym znajduje się teraz wiele nowoczesnych budynków, i jest on popularny zarówno wśród mieszkańców, jak i turystów.
Półwysep pierwotnie nazywany był Punta di Santa Maria, jego krańcowy punkt jest znany jako Dragut Point.

## Historia
W roku 1417, na miejscu znanym dziś jako Tigné Point, miejscowa milicja miała swoją małą strażnicę. Podczas Wielkiego Oblężenia Malty w roku 1565, osmański admirał Turgut umieścił w tym miejscu kilka dział, ostrzeliwujących fort Saint Elmo w celu zdobycia go z rąk Zakonu Joannitów. Admirał zginął od zabłąkanego pocisku z fortu, i najbardziej wysunięty w kierunku fortu punkt półwyspu wciąż nosi jego imię - Dragut Point.
Po Wielkim Oblężeniu, w miejscu niszy, która już wtedy istniała w tamtej okolicy, zbudowana została kaplica, poświęcona Matce Bożej pod różnymi tytułami. W roku 1757 zbudowana została na tym terenie bateria Lembi; stała się ona przestarzała w roku 1792, kiedy Zakon zbudował swoje ostatnie wielkie umocnienie, fort Tigné. Nowy fort, który później dał temu miejscu swoje imię, odegrał znaczącą rolę podczas francuskiej inwazji na Maltę w roku 1798 oraz powstania Maltańczyków.
Pomiędzy rokiem 1878 a 1886, kiedy Malta była pod rządami Brytyjczyków, na Tigné Point zbudowana została bateria Cambridge, w której miało być umieszczone 100-tonowe działo Armstrong. W latach 90. XIX wieku, aby zapewnić ochronę terenu pomiędzy baterią Cambridge a fortem Tigné, zbudowana została bateria Garden. Brytyjczycy zbudowali również na cyplu koszary oraz kaplicę pod wezwaniem św. Łukasza. 
Kiedy brytyjskie siły opuściły Maltę w roku 1979, koszary wraz z całym okolicznym terenem zostały zaniedbane. Niektóre części fortu Tigné i koszar zostały zniszczone przez wandali. Bateria Garden została zasypana i pobudowane zostały na niej budynki, zaś bateria Cambridge przekształcona została w restaurację, hotel i basen.

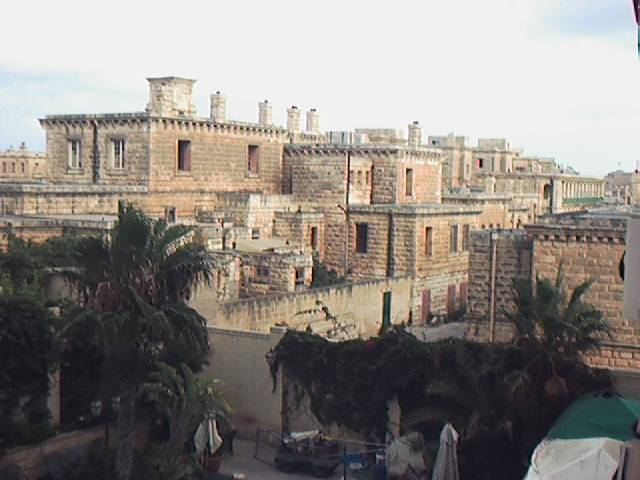
Koszary Tigné, stan przed zburzeniem w roku 2001

W roku 1999 rząd Malty wystosował międzynarodowe zaproszenie o składanie ofert odnowienia półwyspu. Opuszczone koszary zostały rozebrane w roku 2001, a począwszy od roku 2002 firma MIDI plc zaczęła przebudowywać teren. Rozbudowa obejmuje powstanie mieszanki nowoczesnych luksusowych apartamentów, biur o wysokim standardzie technicznym, aparthotelu, centrum handlowego, kina, podziemnego wielopoziomowego parkingu, boiska piłkarskiego, oraz innych nowoczesnych udogodnień zdrowotnych i rekreacyjnych. Cały teren został wyłączony z ruchu kołowego. Firma GAP Developments plc zbudowała też inne apartamenty z widokiem na morze. Podczas regeneracji odbudowany został, po 30 latach porzucenia, fort Tigné, powstały też plany odnowienia baterii Cambridge i Garden.

## Współczesność

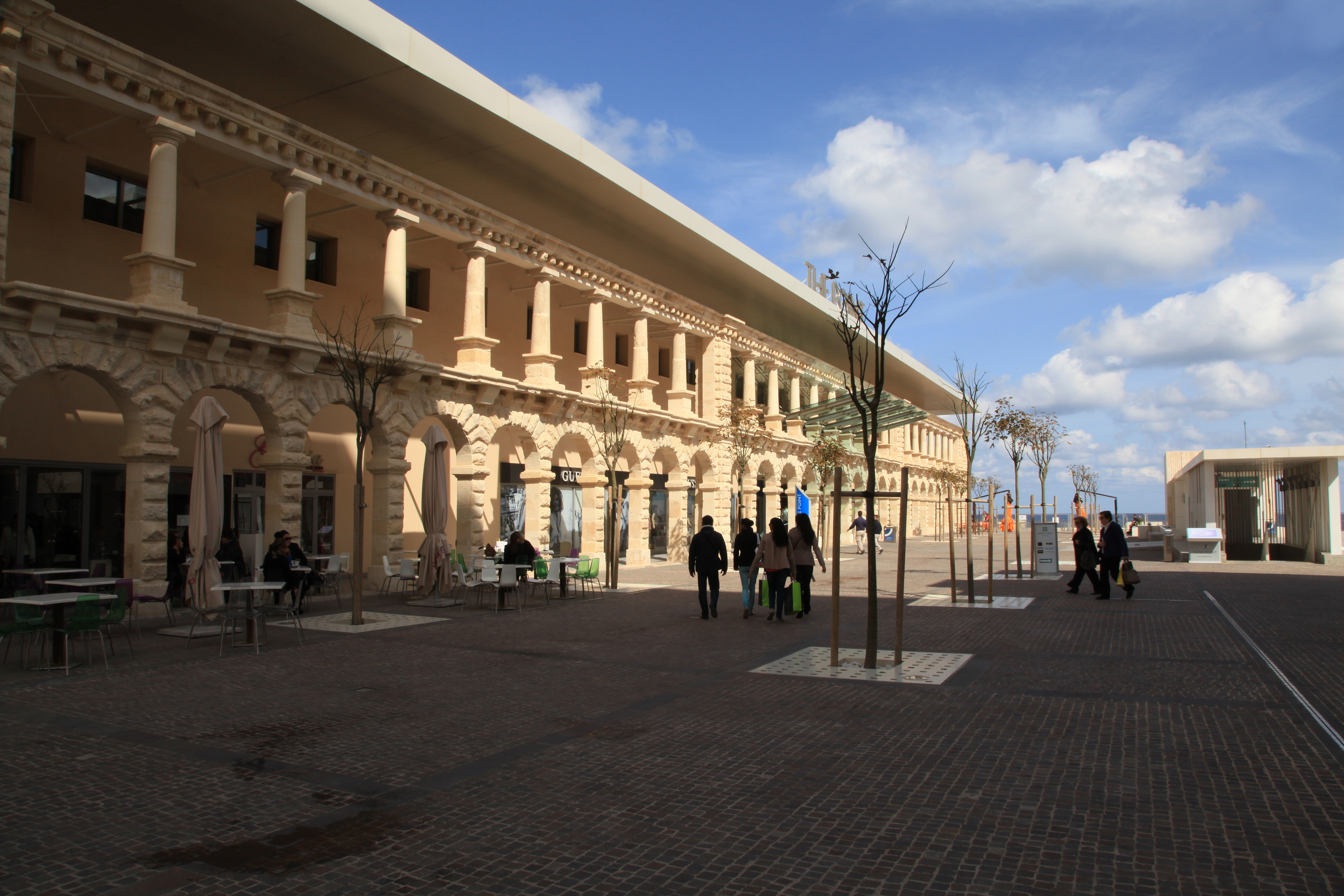
Część centrum handlowego „The Point Shopping Mall” wciąż zawiera niektóre elementy architektoniczne z byłych koszar Tigné.

Od rozpoczęcia projektu przebudowy, Tigné Point zmienił się diametralnie. Nowoczesne budynki, łatwy dostęp i inne czynniki pomogły przekształcić teren z zaniedbanych opuszczonych koszar w popularną okolicę, chętnie odwiedzaną, z uwagi na wiele atrakcji, zarówno przez mieszkańców jak i turystów. Apartamenty Fort Cambridge, ukończone w roku 2012, są na liście najwyższych budynków na Malcie.
Centrum handlowe „The Point Shopping Mall” otwarto na początku 2010 roku na miejscu byłych koszar Tigné. Część centrum na Pjazza Tigné wciąż zawiera architektoniczne elementy koszar, w tym ciąg łuków ciągnących się dokoła placu. „The Point” jest największym maltańskim centrum handlowym, zawiera około 17 000 m² powierzchni handlowej na trzech poziomach. Znajduje się tam supermarket i ponad 50 innych punktów handlowych.